# Treno FS ETR.500
L'ETR.500 è il primo treno ad alta velocità a cassa non oscillante costruito in Italia; il suo progetto partì negli anni ottanta per vedere la luce, con alcuni cambiamenti, negli anni novanta con la produzione in serie e l'utilizzo da parte di Trenitalia.
Pur essendo abitualmente classificato come elettrotreno, come indica la sigla ETR, dal punto di vista tecnico non si tratta effettivamente di un elettrotreno, in quanto non possiede la trazione distribuita lungo tutto il convoglio, ma solo in testa e coda, tramite due locomotive E.404, che movimentano in Doppia Trazione Simmetrica (DTS) un numero variabile di carrozze intermedie non motrici (per i treni passeggeri le carrozze sono 11, per i convogli diagnostici invece sono 8). 
Il suo progetto è stato sviluppato dal consorzio TREVI (TREno Veloce Italiano), costituito da Ansaldo, Breda, Fiat Ferroviaria, ABB Tecnomasio e Firema Trasporti. La parte stilistica, ergonomica e lo studio degli ambienti interni è ad opera dell'azienda di progettazione italiana Pininfarina. Alcuni modelli vennero rivisti negli spazi e negli arredamenti interni dalla Italdesign, in concomitanza con l'arrivo commerciale dell'Alta Velocità in Italia.
L'ETR 500 svolge, insieme all'ETR 1000, all'ETR 600 e all'ETR 700 i servizi AV Frecciarossa di Trenitalia.

## Storia

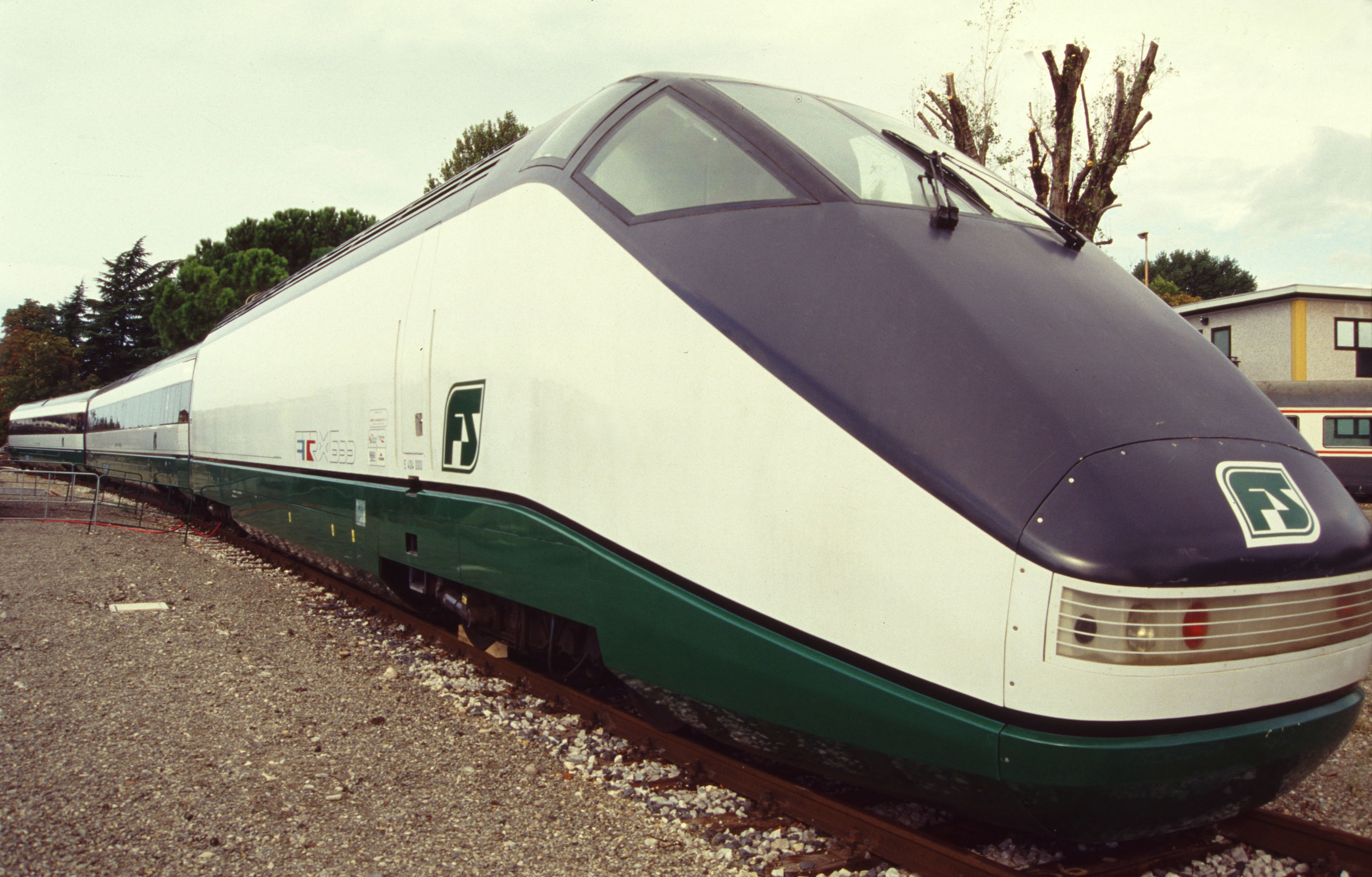
L'ETR X 500, prototipo degli ETR.500, in mostra al Dopolavoro Ferroviario di Bologna nel 1994. La motrice è la E.404.000

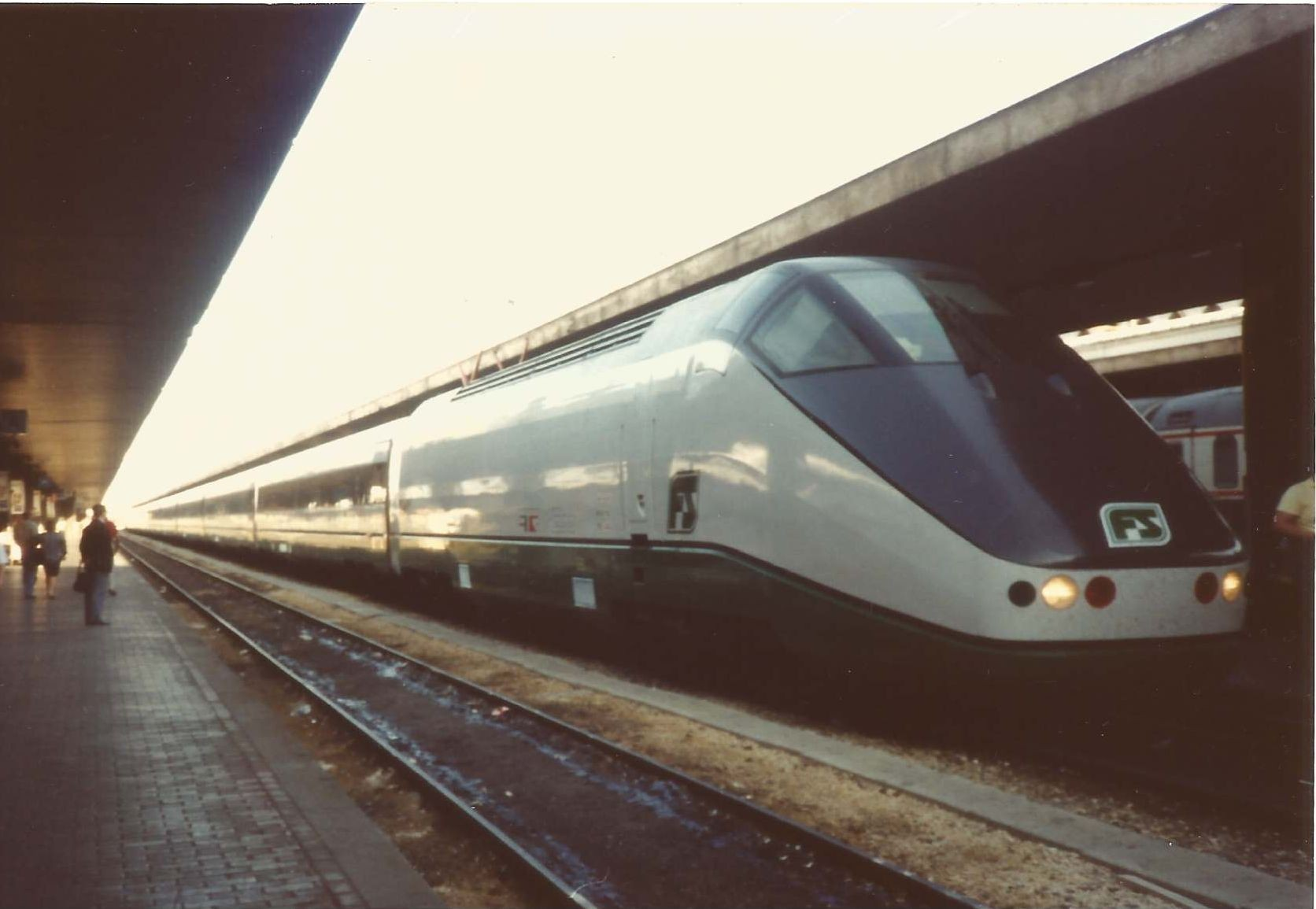
L'ETR Y 500 Romolo, a Roma Termini nel 1991

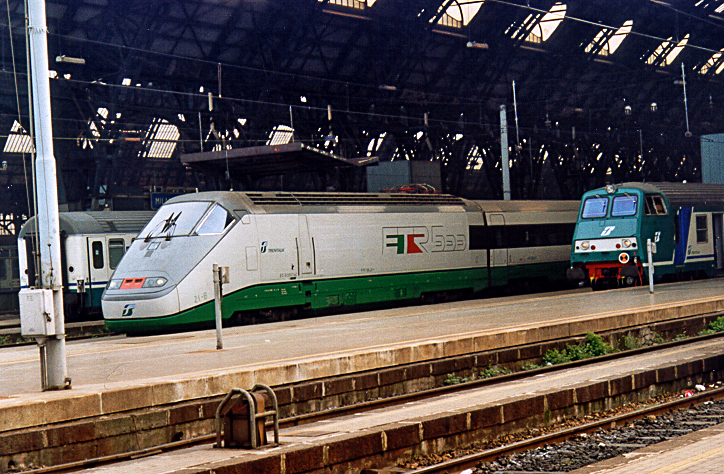
ETR.500.21 con in testa una locomotiva E.404-100 monotensione, oggi gruppo E.414, a Milano Centrale.

Nel maggio del 1983 le Ferrovie dello Stato organizzarono un gruppo di studio volto alla definizione di un progetto di treno ad alta velocità di tipo classico, senza cassa oscillante, composto di locomotive monocabina a elevate prestazioni posizionate alle estremità di un convoglio di carrozze speciali. Il progetto portò alla costruzione di un prototipo definito ETR X 500, trainato dalla locomotiva E.404.000 che entrò in servizio nel 1988 e di due treni sperimentali ETR Y 500 che effettuarono prove e servizi sin dal 1989, trainati dalle locomotive E.404.001-004, sulla Direttissima Roma-Firenze e sulla linea Roma-Reggio Calabria.
Sulla Direttissima Roma-Firenze i treni prototipo nel 1989 hanno conseguito, in regime di circolazione speciale, il record di velocità italiano di 317 km/h (poi elevato a 321 km/h) con alimentazione a 3 kV.
In seguito a ciò venne ordinato nel maggio 1992 al consorzio di imprese TREVI un lotto di trenta treni AV a 3 kV in corrente continua, comportante la costruzione di due locomotive per ogni treno, per un totale di sessanta locomotive della serie E.404-100.
La decisione di elettrificare in corrente alternata a 2 × 25 kV le future linee ad alta velocità determinò l'ordinazione, effettuata nel 1996, di un secondo lotto di trenta treni AV comprendenti sessanta locomotive E.404 politensione a 3 kV CC, 1,5 kV CC e 25 kV CA le quali costituirono la serie E.404-500.
Al fine di consentire anche ai trenta convogli AV ordinati nel 1992 l'operatività sulle nuove linee a 25 kV CA, nel 2002 sono state ordinate ulteriori sessanta locomotive E.404 politensione, serie E.404-600, destinate a sostituire le locomotive della serie E.404-100, che erano monotensione e quindi impossibilitate a circolare su tali linee. Allo scopo di evitare l'accantonamento e la demolizione delle locomotive E.404-100, con solo pochi anni di vita operativa sulle spalle, è stata presa la decisione di operare su di esse un insieme di contenute modifiche; le operazioni principali sono state l'abbassamento della trave di testata, la revisione generale della testata piana e l'abbassamento della velocità massima da 250 km/h a 200, per poter consentire l'uso con le carrozze UIC-Z, Eurofima e Gran Comfort, omologate per un massimo di 200 km/h appunto. Si ottennero quindi delle locomotive da utilizzare per servizi viaggiatori non ad alta velocità ma comunque di pregio, in testa e coda a convogli di carrozze viaggiatori di tipo classico. Queste locomotive così modificate hanno assunto la denominazione E.414 e sono state impiegate sulla maggior parte dei treni classificati prima come Eurostar City Italia, poi Frecciabianca; dal 2019, con il progressivo declino della categoria Frecciabianca, le E.414 sono passate ai treni InterCity diurni.
Nel dicembre 2004 venne consegnata la prima locomotiva E.404 serie 600.
Secondo quanto affermato nel 2011 dall'amministratore delegato di Trenitalia, Vincenzo Soprano, le locomotive politensione compatibili con l'alimentazione a 1500 volt in corrente continua presente sulla rete ferroviaria francese non hanno ottenuto la certificazione a circolare sulle linee gestite da SNCF in quanto non vi era spazio nel corridoio apparecchiature della locomotiva per installare i sistemi di sicurezza necessari a circolare sulla rete francese, che avrebbero quindi dovuto essere installati nella prima vettura, soluzione non ammessa.

## Caratteristiche

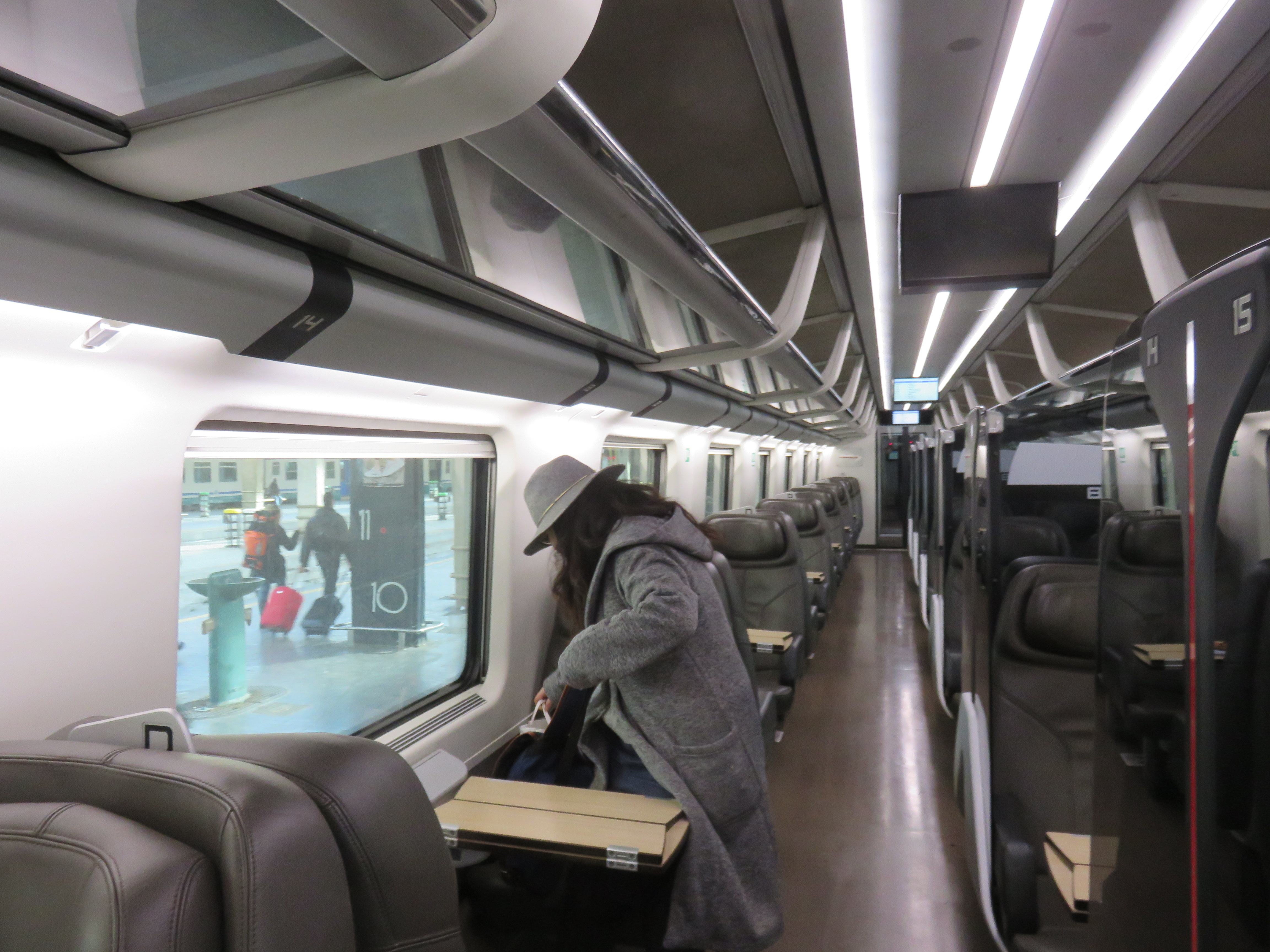
Interni livello Business ETR.500

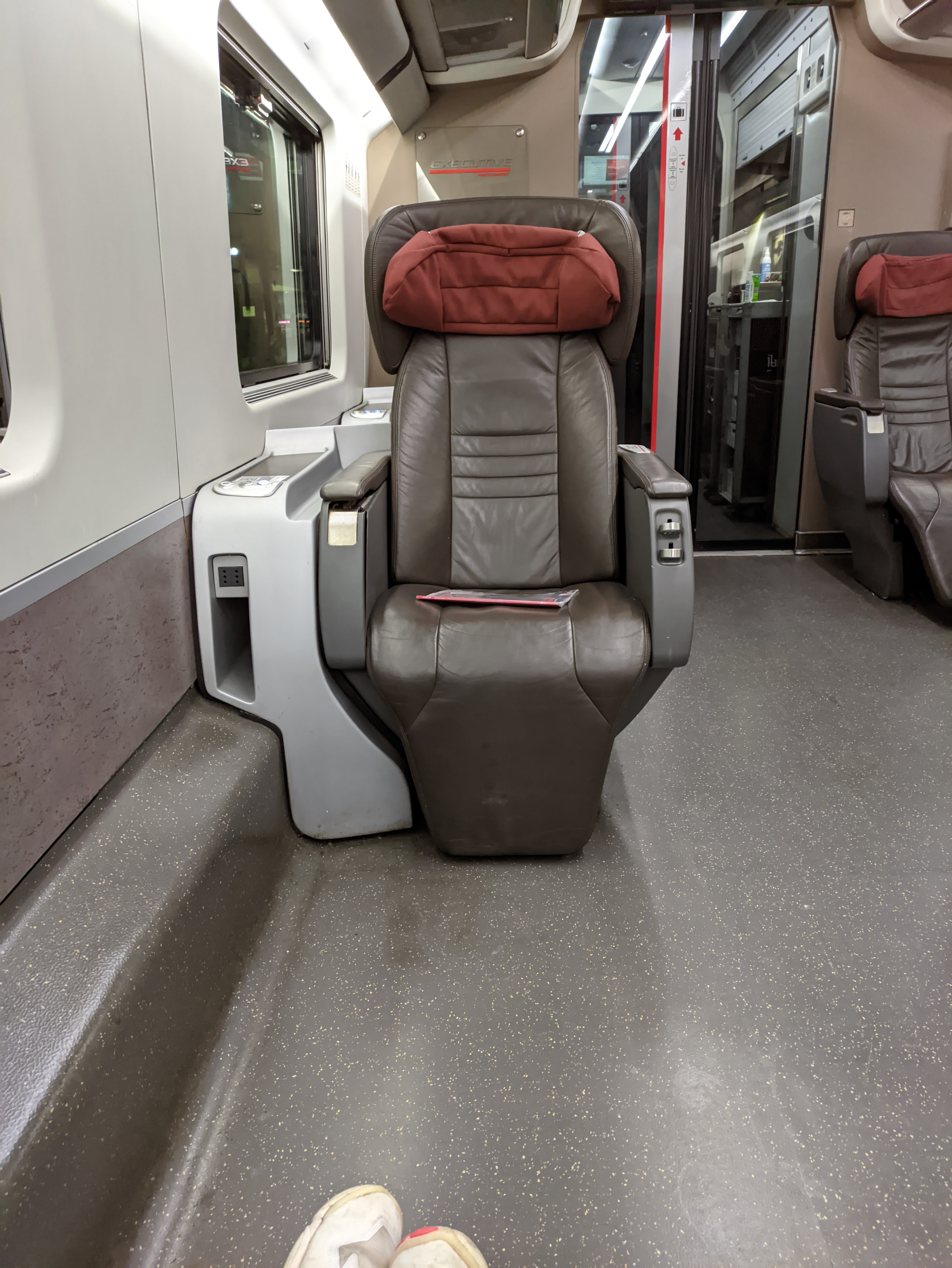
Sedili dell'area Executive

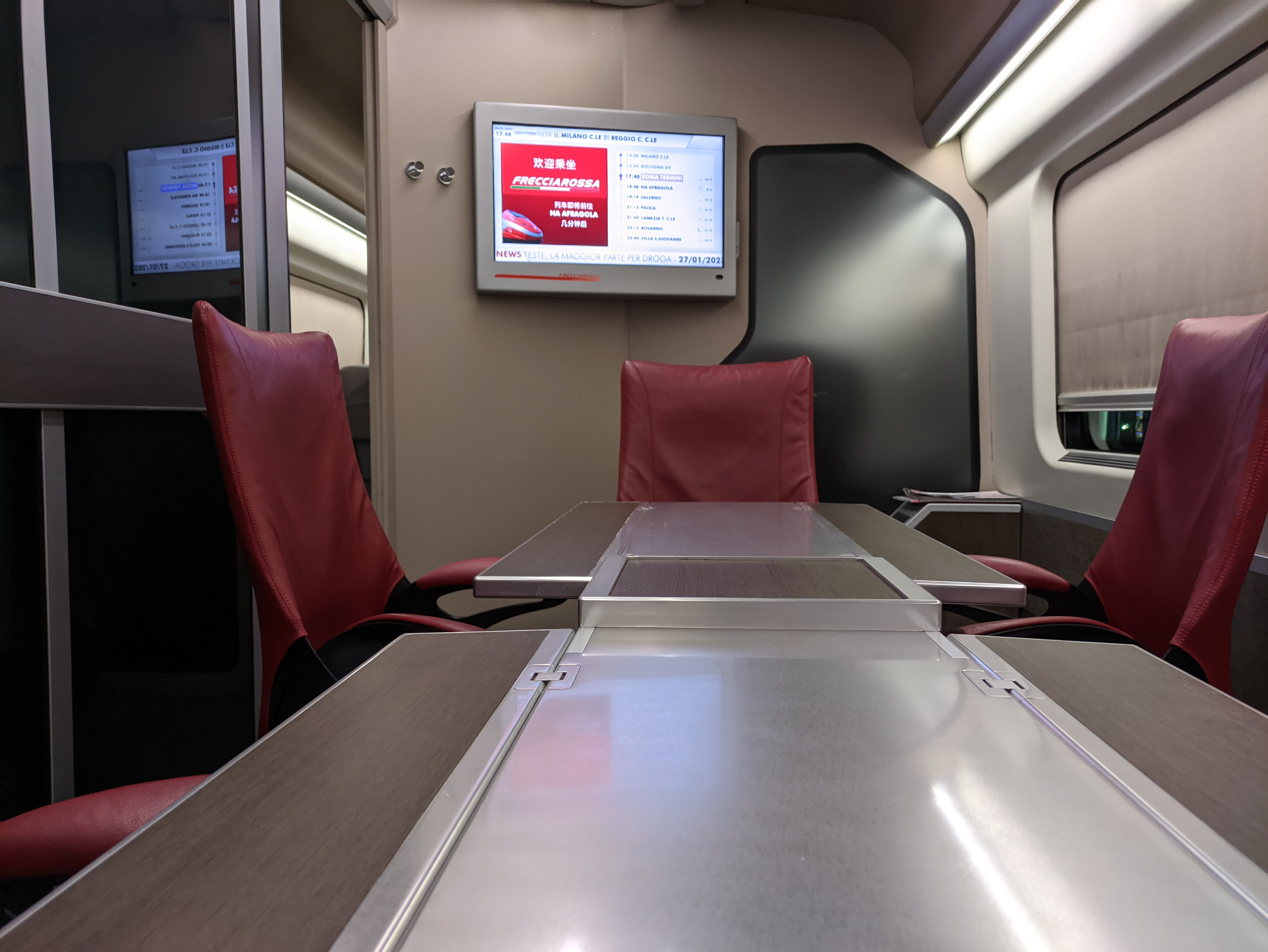
Area meeting

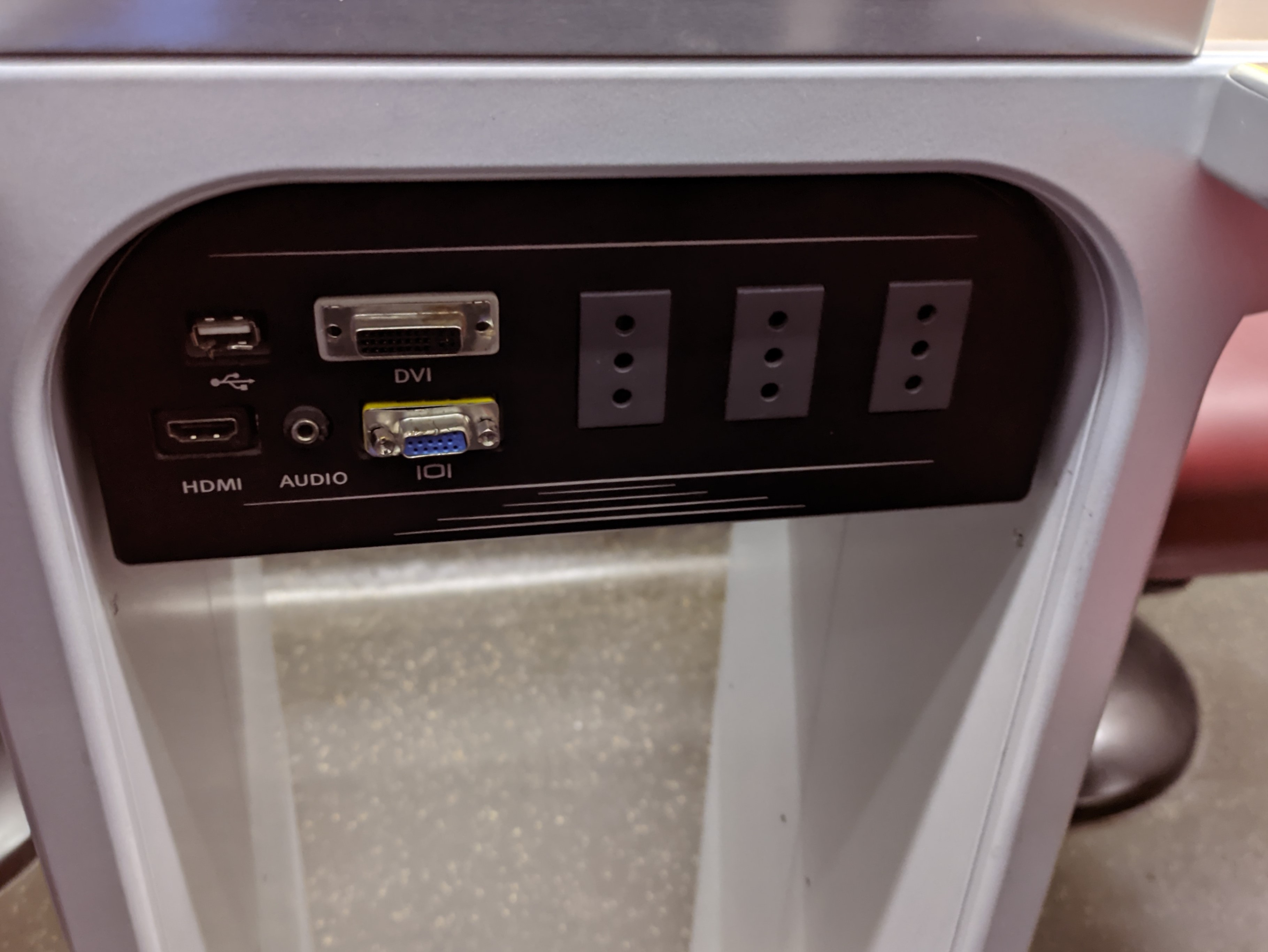
Collegamenti presenti al tavolo dell'area meeting

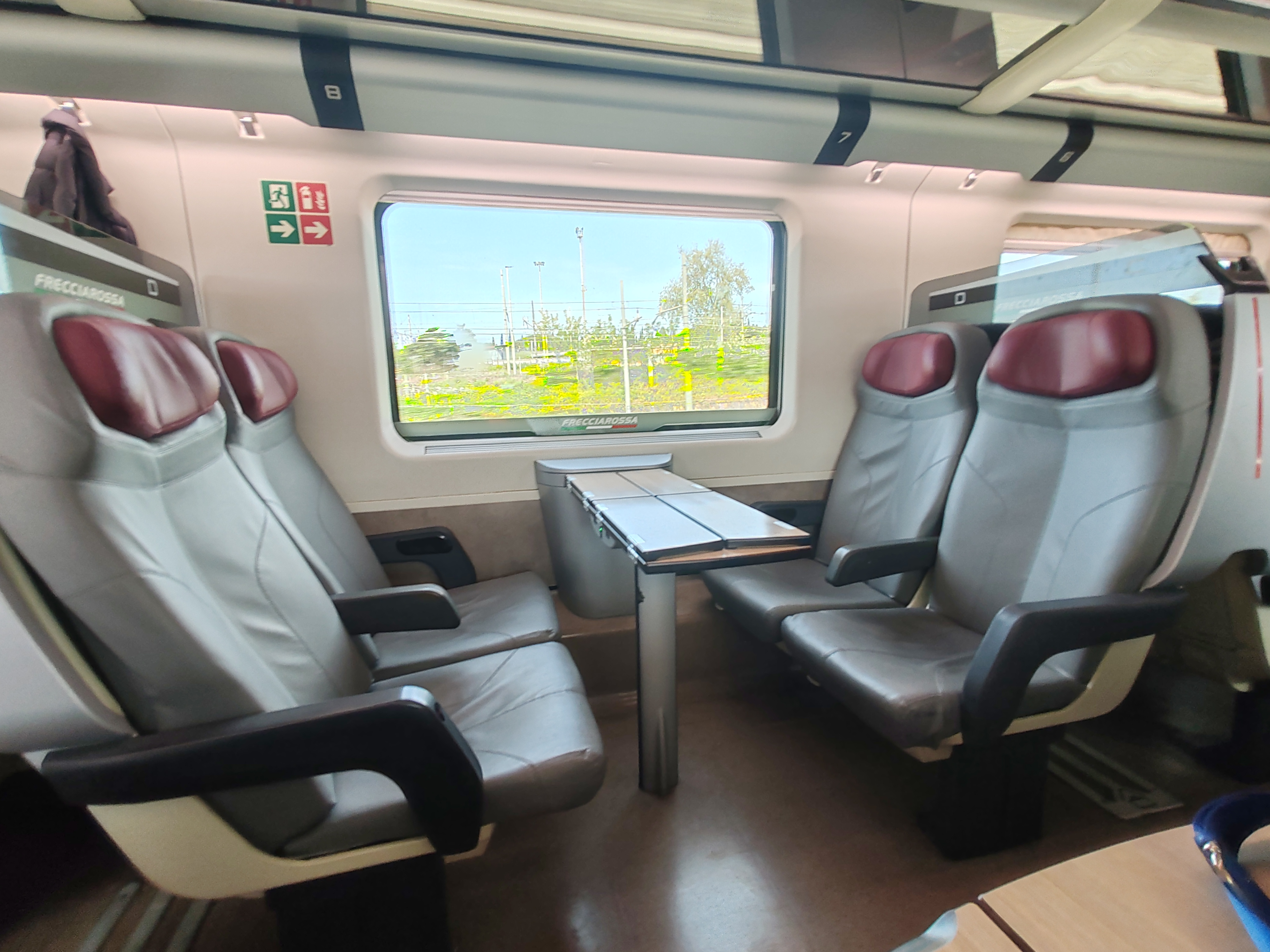
I Nuovi Interni in Standard Class

Il treno, composto di rotabili appositamente progettati, ricalca la configurazione ormai affermata di una serie di carrozze speciali inquadrate tra due locomotive veloci a testate aerodinamiche (poste in configurazione push-pull in testa e in coda). Non ha un assetto variabile come i "pendolini"; tale tecnologia, del resto, sarebbe risultata superflua, poiché la morfologia della rete AV/AC di RFI in esercizio (e di quella ancora in fase di costruzione) non comporta raggi di curvatura troppo stretti. L'ETR.500 ha un profilo aerodinamico filante ed è pressurizzato (è dotato di sensori ed elettrovalvole automatiche) per evitare sgradevoli sbalzi di pressione per i passeggeri al momento dell'ingresso nei tunnel.
La cassa è in lega di alluminio serie 7000 con l'imperiale in acciaio e i musetti in kevlar. Il disegno  interno ed esterno è stato curato da Pininfarina.
In Italia nel 2014 risultavano in servizio 62 ETR.500 (con motrici E.404 serie 500 e 600, compresi i convogli diagnostici ETR500 Y1 AIACE ed ETR500 Y2 DIA.MAN.TE.) capaci di superare la velocità di 300 km/h. Il 3 febbraio 2009 è stato battuto il record italiano di velocità su rotaia, quando la velocità di 362 chilometri orari è stata raggiunta da uno dei due convogli diagnostici delle Ferrovie (l'ETR.500-Y1) sulla linea ad Alta Velocità Bologna-Firenze, quasi tutta in galleria. Per questo motivo, secondo il comunicato stampa di FS, il primato vale anche come record di velocità in galleria. Si segnala però che a livello internazionale in galleria era già stato raggiunto nel 1988 il record di 404 km/h dal convoglio sperimentale tedesco ICE V.
La composizione del convoglio è bloccata ed è costituita da due testate motrici E.404 identiche poste alle estremità e da un numero di rimorchiate intermedie. L'attuale configurazione è composta da undici (fino al settembre 2010 e nel corso del 2020 dodici) carrozze.
Dal mese di dicembre 2012 tutti gli ETR.500 circolanti sono a quattro livelli di servizio (1ª Executive, 1ª Business, 2ª Premium e 2ª Standard).
Prima del 2012, la configurazione era con prima classe nelle carrozze dalla 1 alla 4 e seconda classe nelle restanti ad eccezione della numero 5, che prevedeva la sezione Bistrot e la sezione ristorante con poltrone e tavoli; ad oggi quella che era la sezione ristorante della carrozza 5 è occupata dai sedili di Business, mentre rimane la sezione Bistrot.
| Vettura | Livello a quattro servizi     | Ulteriori servizi |
| ------- | ----------------------------- | ----------------- |
| A       | Locomotiva A                  |                   |
| 1       | Executive + Business Silenzio | Sala riunioni     |
| 2       | Business                      |                   |
| 3       | Business                      | Salottino         |
| 4       | Business                      |                   |
| 5       | Bistrot + Business            |                   |
| 6       | Premium                       |                   |
| 7       | Standard                      |                   |
| 8       | Standard                      |                   |
| 9       | Standard                      |                   |
| 10      | Standard                      |                   |
| 11      | Standard Area family          |                   |
| B       | Locomotiva B                  |                   |

L'area bistrot è gestita da una società esterna al Gruppo FS e la stessa si occupa della ristorazione a bordo e al posto; il compartimento del capotreno è invece sulla carrozza 3 (business speciale).
Da notare, infine, che fino a settembre 2010 erano presenti convogli in composizione ridotta di otto vetture, per esempio nei servizi AV di corto raggio tra Novara e Torino.
I treni ETR.500 hanno in composizione undici carrozze. Dal 2012 le vetture ristorante sono state trasformate in vetture Bistrot. Tali vetture presentano un'ampia zona bar, dotata di cucina, ed una sezione dotata di posti a sedere, di livello Premium nel primo treno trasformato (Treno 46) e Business nei treni trasformati successivamente. Questa soluzione permette di avere un maggior numero di posti a sedere nei treni che non circolano ad ore pasti (rimane attiva la sezione bar, ed i posti vengono normalmente venduti come normali posti a sedere).
Il treno può raggiungere la velocità massima di 360 km/h; sulle linee AV/AC italiane può però circolare a una velocità massima commerciale di 300 km/h.
All'avvio del servizio AV gli ETR.500 con motrici E.404 serie 500 e 600 venivano impiegati da Trenitalia per circolare esclusivamente sulla rete AV, mentre per la circolazione promiscua sulla rete convenzionale e ad alta velocità venivano invece usati solamente i treni con cassa oscillante del tipo Pendolino. Tale particolarità è cessata a partire dal giugno 2013, quando sono state attivate relazioni del servizio Frecciarossa espletate da ETR.500 che impiegano linee convenzionali, da Bologna verso Bari e Padova, che non sono parte della rete AV/AC, a cui poi si sono aggiunte anche le tratta Brescia-Padova, Venezia-Udine e Venezia-Trieste dal 2016 e le tratte Arezzo-Perugia, Salerno-Sapri e Milano-Genova dal 2018.
L'ETR.500 è dotato di un banco di guida FS unificato con sistema di controllo della marcia del treno (SCMT) ed è dotato anche di cruscotto DMI per il sistema di interoperabilità ERTMS/ETCS.

## Livree e nomi

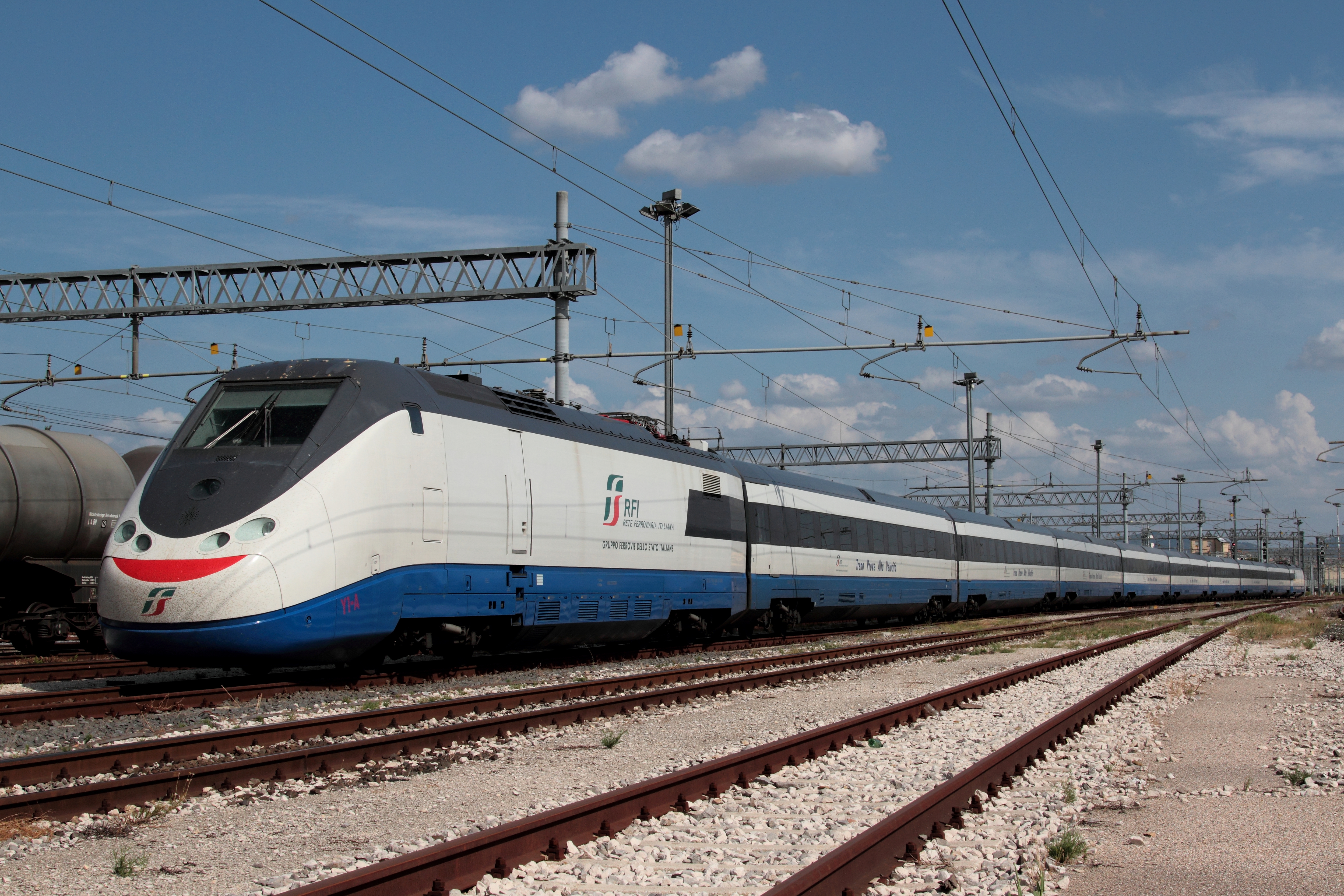
ETR.500 Y1 «Aiace» pre-restyling

I treni ETR.500 hanno ricevuto quattro livree permanenti e due celebrative (provvisorie), tra le quali non è mai stata però inclusa la classica XMPR.
La prima livrea, quella originale, fu creata da Pininfarina e consisteva in un'unione di bianco, verde, grigio e nero: bianco lo sfondo, verdi le casse, una fascia nera attorno ai finestrini e un'altra fascia grigia sul tetto che iniziava dai fanali della prima locomotiva fino ad arrivare all'altra locomotiva. Successivamente, per motivi di sicurezza, la fascia compresa tra i fanali frontali venne colorata in rosso.
Una livrea bianco-verde-nera, con schema simile alla precedente (e con fascia frontale rossa di sicurezza), venne applicata sugli ETR.500 politensione consegnati a partire dal 1996.
Con l'inizio dei servizi ad alta velocità venne commissionata a Giorgetto Giugiaro una nuova livrea per distinguere i treni dedicati. Il disegnatore piemontese creò una livrea basata su vari toni di grigio e rosso, a cui accostava il nuovo simbolo dell'alta velocità, anch'esso da lui creato. Nasce così la livrea Alta Velocità, applicata a partire da agosto 2005.
La terza livrea è quella degli ETR.500 AV ribattezzati «Frecciarossa»: in occasione dell'entrata in servizio della nuova linea ad alta velocità Milano-Bologna, nel dicembre 2008, alcuni ETR.500 politensione hanno ricevuto appunto il nome di «Frecciarossa» e sono stati dotati di una nuova livrea, in cui ai toni di grigio della precedente livrea AV si aggiunge una fascia rossa sotto i finestrini che percorre l'intero convoglio fino a raggiungere il frontale delle due motrici. Il nuovo nome va ad intonarsi con "Frecciargento", dedicato agli ETR.600, agli ETR.485 e dal 2019 anche agli ETR.700, e con il già presente "Frecciabianca", completando la famiglia delle Frecce.
In occasione del 150º anniversario dell'unità d'Italia, il treno ETR 500.45 ha ricevuto una nuova livrea tricolore: le motrici E.404 hanno perso il colore grigio a favore del bianco e vi sono comparsi alcuni elementi verdi, tra cui sulle fiancate la parte che prima era nera, con all'interno la scritta in bianco "Da sempre uniamo il paese". Le carrozze hanno anch'esse perso il colore grigio, che è stato sostituito dal bianco e, nella parte alta, dal verde, mentre nella fascia rossa sotto i finestrini è stato eliminato il disegno AV. Sui musetti di questo ETR.500, e progressivamente anche su tutti gli altri, viene apposto il logo ufficiale dei festeggiamenti per il 150º anniversario dell'unità d'Italia.
Questa nuova livrea ornerà solamente il treno numero 45 per un anno, dopodiché il convoglio verrà ripellicolato nella classica livrea Frecciarossa.
In occasione di una campagna pubblicitaria l’ETR 500.03 sulle locomotive ha una pellicollatura intitolata al cartone animato Gladiatori di ROMA.
Parallelamente a questa nuova livrea, le motrici prototipo E.404.001 ed E.404.002, originariamente assegnate al treno ETR Y 500 "Romolo", sono state sottoposte ad un restauro e alla pellicolatura in livrea Frecciarossa. La E.404.001 è stata esposta a Roma e la E.404.002 a Torino, in condizioni statiche, in occasione dei festeggiamenti per il 150º anniversario dell'unità d'Italia.
In occasione dell'Expo 2015 di Milano, due ETR.500 (46 e 26) hanno avuto una speciale livrea che pubblicizza l'Expo a partire dalla metà del 2014.             
In un concorso per le scuole indetto a scopo promozionale dalle Ferrovie dello Stato l'ETR.500 è stato soprannominato "Gazzella"; questo nome gli è stato dato dagli studenti della 1ª D della scuola Media "De Filippo", di San Giorgio a Cremano vincitori di tale concorso il 23 maggio 2008.
Nel mese di ottobre 2018 un ETR.500 è stato appositamente trasformato per il trasporto merci ed ha assunto la denominazione di "ETR 500 M.01". Espletava servizio con una coppia di treni notturni tra Marcianise Smistamento e Bologna Interporto e ritorno con una nuova livrea (la quarta per questo treno) dedicata al servizio Mercitalia Fast. Si tratta di un servizio merci rapido che utilizza la rete AV/AC, con percorrenza di circa 3 ore e 30 minuti ad una velocità massima di 250 km/h. L'ETR.500 M01 è entrato ufficialmente a far parte dei rotabili di Mercitalia Rail, anche se la manutenzione continuerà ad essere a carico di Trenitalia. Il treno ha operato fino al novembre 2022; in seguito locomotive sono tornate in servizio ai Frecciarossa, le carrozze invece sono state accantonate in quanto sarebbe stato troppo costoso riadattarle al trasporto passeggeri.

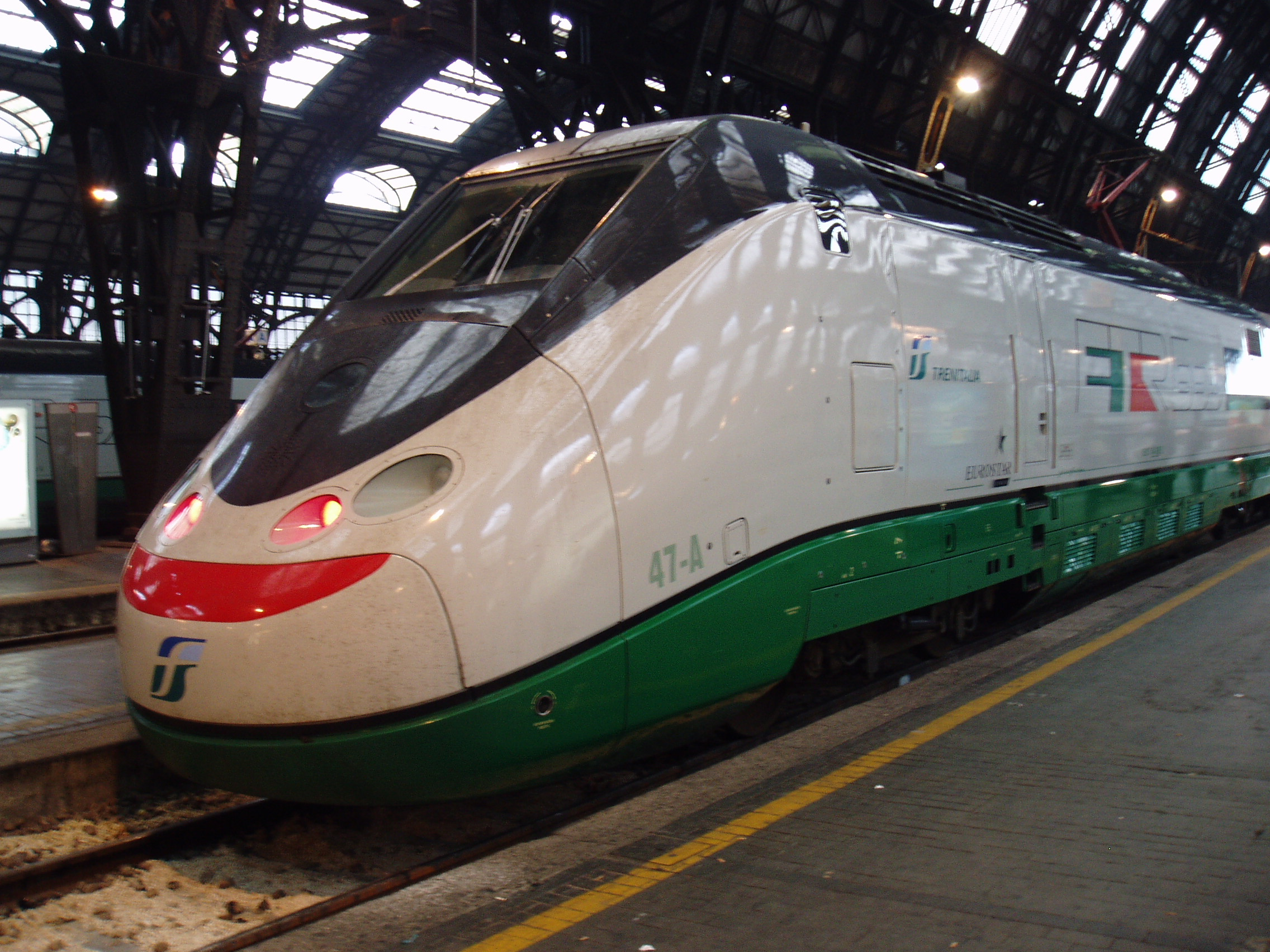
Livrea bianco-verde-nera (con il "rossetto" frontale) di Pininfarina
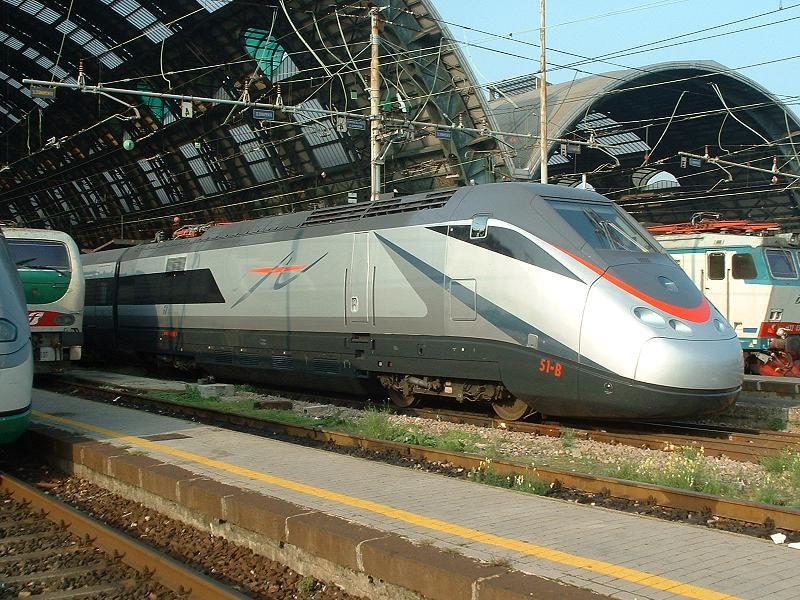
Livrea Alta Velocità di Giugiaro
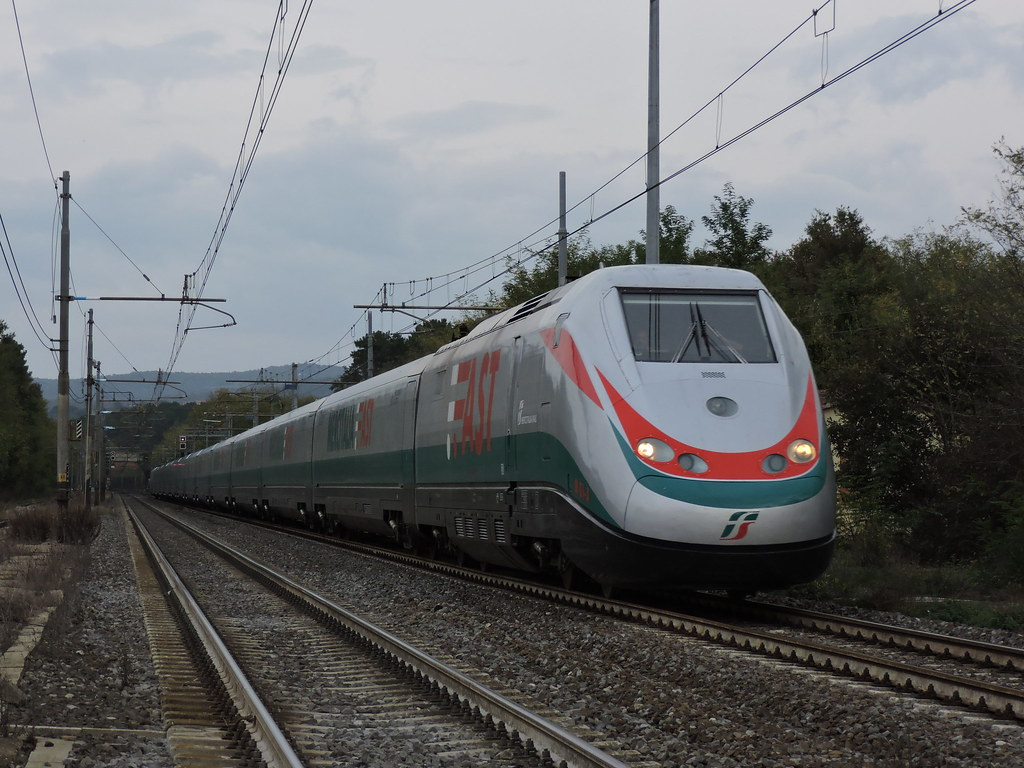
Livrea Mercitalia
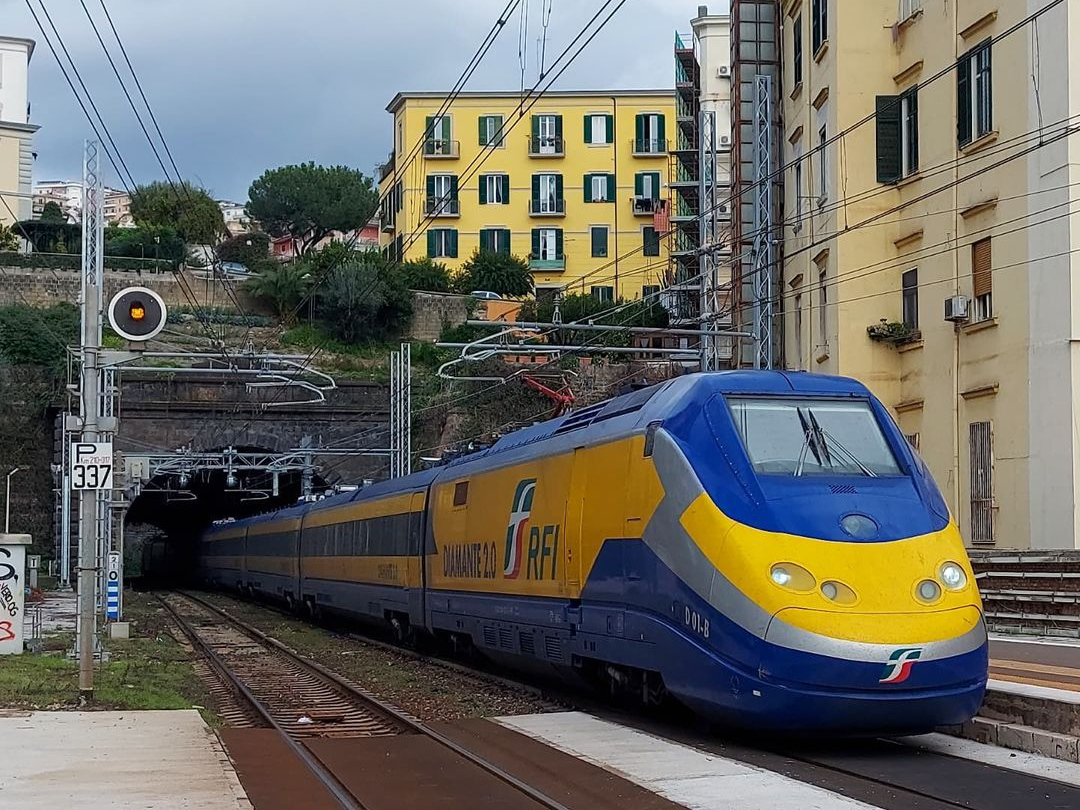
Livrea Diamante 2.0
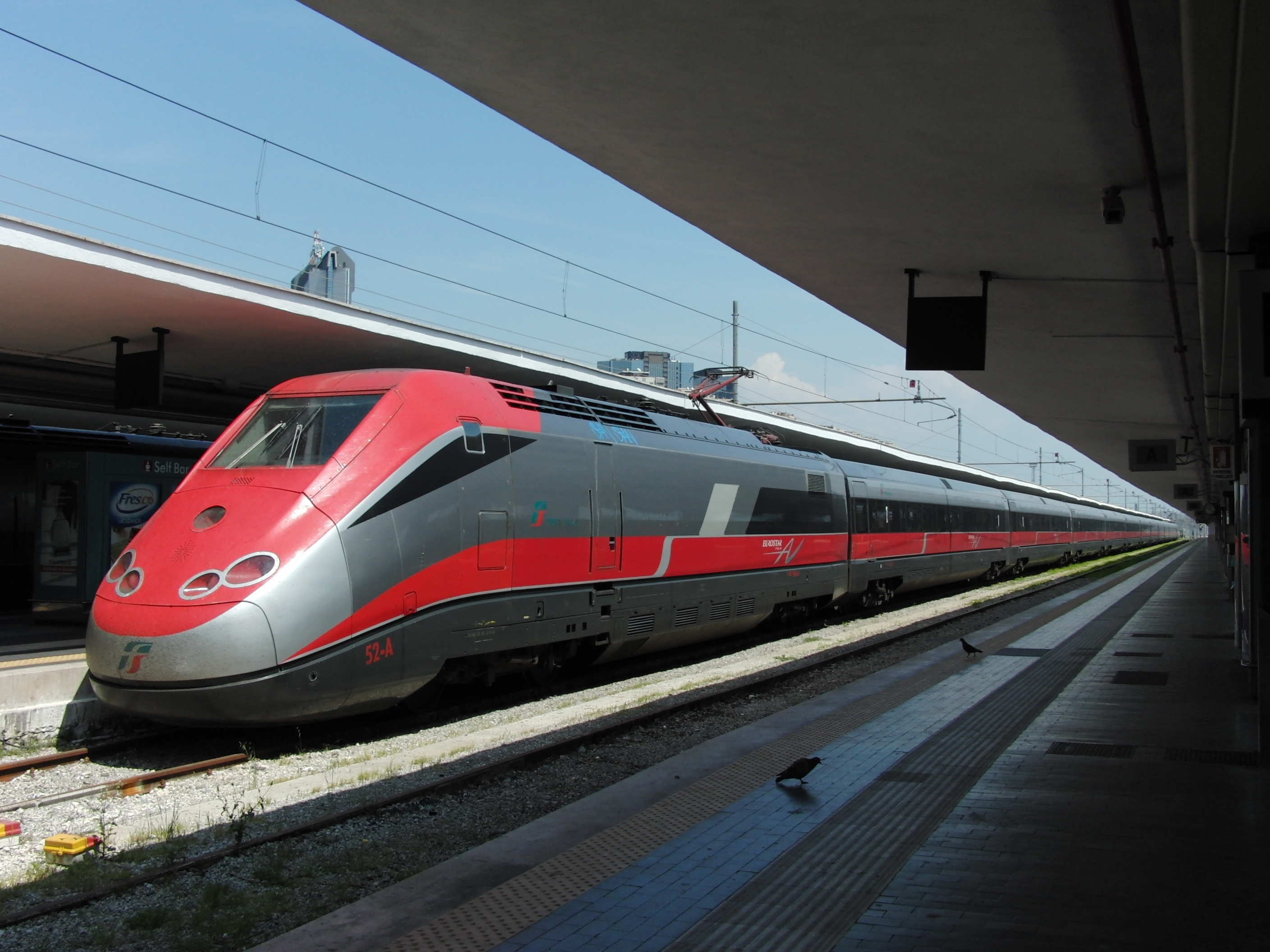
Livrea Frecciarossa d'origine (si nota ancora il logo Eurostar sulla fascia rossa)
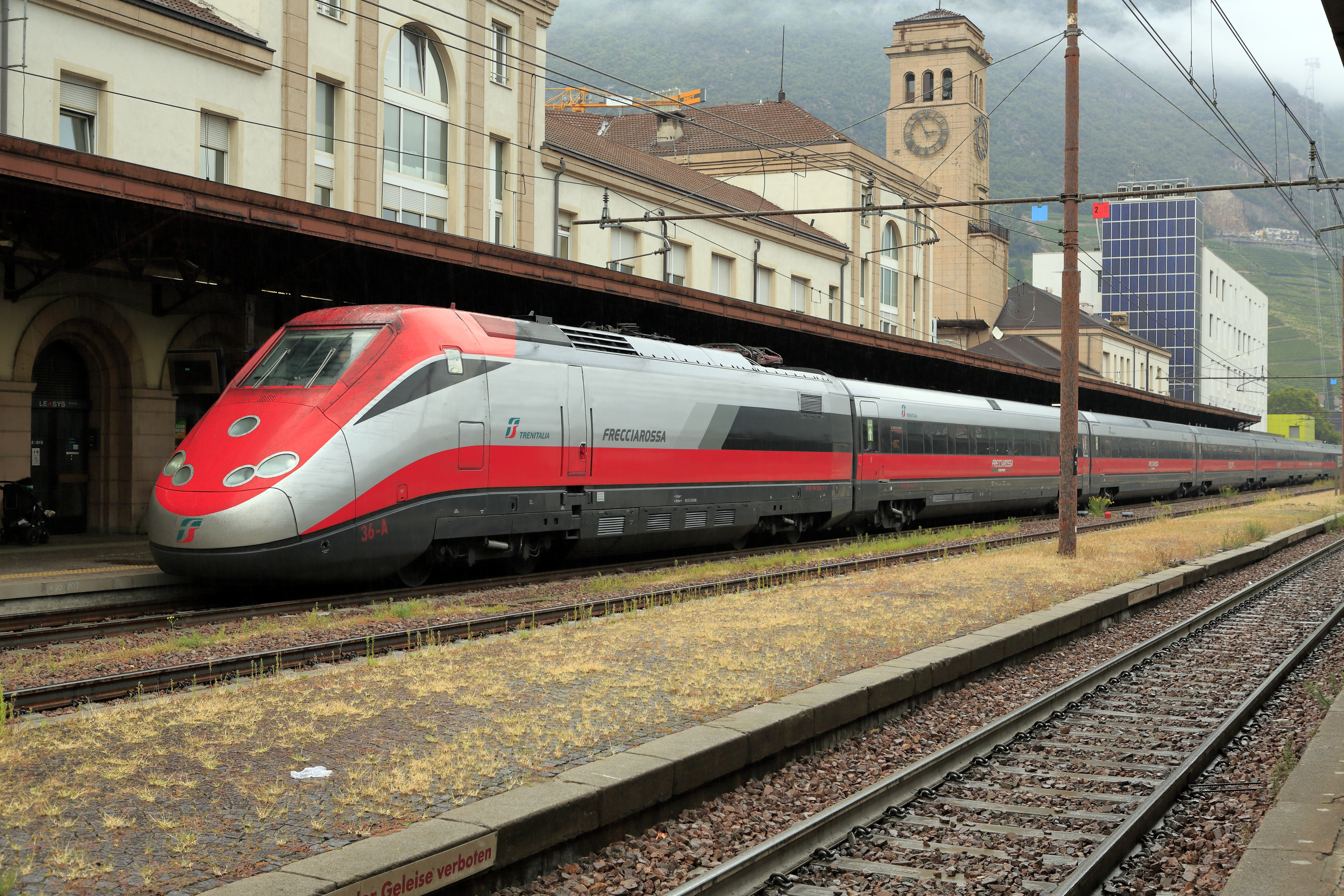
Livrea Frecciarossa usata dal 2012 al 2022

Ci sono poi due ETR 500 impiegati come convogli diagnostici da parte di RFI, chiamati AIACE e DIAMANTE (acronimo di DIAgnostica e MANutenzione TEcnologica). La livrea del primo inizialmente era caratterizzata dalle casse di locomotive e carrozze blu, tetto grigio e sfondo bianco, con una fascia nera per i finestrini. In seguito, dopo un restyling, lo sfondo è diventato giallo, gialla anche la bordatura del faro centrale delle locomotive con l'aggiunta sulle E.404 del logo e della scritta RFI (Rete Ferroviaria Italiana) e sulle carrozze, sotto ai finestrini, della scritta AIACE. 
Per DIAMANTE invece si è subito usata una livrea molto simile a quella dell'attuale AIACE, con la differenza di avere una fascia blu sull'intero frontale delle locomotive e all'altezza dei finestrini di queste ultime. Anche qui, dopo un restyling, la livrea cambia: il giallo e il blu diventano più intensi, alle locomotive viene aggiunta una fascia grigia a forma di fulmine dai finestrini al frontale e il nome del treno cambia in DIAMANTE 2.0. Anche in questo caso sulle locomotive vengono applicate scritta e logo di RFI e la scritta "DIAMANTE 2.0".
A partire da maggio 2022 è stata applicata una nuova livrea Frecciarossa: per le E.404 vede la fascia nera dei finestrini delle carrozze prolungata fino alle porte esterne della cabina di guida, la scritta ETR500, e il rosso disegnare una freccia all'altezza dei frontali. Il logo Frecciarossa viene inserito proprio nella fascia rossa sotto a quella dei finestrini delle vetture. Viene aggiunta anche una bordatura nera al parabrezza della cabina di guida. A fine agosto 2022 è arrivata la nuova livrea anche per le carrozze, la quale vede l'aggiunta di una sottile striscia rossa tra quella grigio scuro del tetto e quella argento (che stavolta è ingrandita) e anche di un'altra fascia argentata sottilissima tra quella dei finestrini e quella presente sotto. Inoltre le porte, parimenti a quelle dei Frecciarossa 1000, vengono bordate di bianco.